# 金珖燮
金珖燮（キム・グァンソプ、朝鮮語: 김광섭、1905年9月22日 - 1977年5月23日）は、日本統治時代の朝鮮と大韓民国の詩人、翻訳家、評論家、独立運動家。本貫は全州金氏。号は怡山（イサン、이산）。
死後、氏の精神と文学を称えるために1989年、怡山文学賞が作られ文学と知性社主管で施行されている。

## 生涯
咸鏡北道鏡城生まれ。鏡城公立普通学校を経て、1920年鏡城中央高等普通学校から転入し1924年に中東学校を卒業。同年、早稲田大学英語英文学科に入学し、1928年修了。1927年に同窓会誌に詩『蚊帳』を発表し、創作活動と文壇での活動を始めた。その後、中東学校の英語の教師を務め、1933年に劇芸術研究会に参加し、徐恒錫、咸大勲、毛允淑、盧天命らと知り合った。1938年には最初の作品として『憧憬』を出版した。1941年には学生らに民族的な思想を鼓吹した嫌疑により日本の警察に逮捕され、3年と8ヶ月収監された。そのほか慶熙大学校教授などを務めた。1965年、野球を見ていたところ脳出血で倒れた。その後も創作活動を続け、代表作として知られる『城北洞の鳩』を発表した。 この詩は韓国の高等学校の国語教科書にも掲載された。脳卒中により72歳で死去した。

## 死後
2008年8月、学術誌『韓国史市民講座』下半期号(43号)で大韓民国建国60周年特集『大韓民国を建てた人々』を選抜したなかの1人に選ばれた。

## ウェブリンク
- 김광섭(金珖燮) - 韓国学中央研究院
- 두산백과 - 김광섭